# Lime (település)
Lime az Amerikai Egyesült Államok északnyugati részén, Oregon állam Baker megyéjében elhelyezkedő önkormányzat nélküli település.
A posta 1899 és 1964 között működött. Az Acme Cement Plaster Company 1916-ban megnyílt cementgyárát 1921-ben megvásárolta a Sun Portland Cement Company. 1940-ben Lime lakossága 18 fő volt. A mészkőlelőhely kimerülése miatt a gyár 1980-ban bezárt; az üzemet 1999-ben a megye megvásárolta, 2018 áprilisában pedig megkezdték a lebontását.

## Fordítás
- Ez a szócikk részben vagy egészben  a   Lime, Oregon című angol Wikipédia-szócikk ezen változatának fordításán alapul.  Az eredeti cikk szerkesztőit annak laptörténete sorolja fel. Ez a jelzés csupán a megfogalmazás eredetét és a szerzői jogokat jelzi, nem szolgál a cikkben szereplő információk forrásmegjelöléseként.